# Шентянж при Дравограду
Шентянж при Дравограду (на словенски: Šentjanž pri Dravogradu) е село в Словения, Корошки регион, община Дравоград. Според Националната статистическа служба на Република Словения през 2015 г. селото има 499 жители.

## Личности

### Родени в селото
- Ева Бото – словенска певица